# Tiosolfato di sodio
Il tiosolfato di sodio pentaidrato è il sale di sodio dell'acido tiosolforico, di formula Na2S2O3 · 5 H2O.
A temperatura ambiente si presenta come un solido incolore inodore.
Dopo che si è fuso e che lo si è lasciato raffreddare rimane liquido a meno che non si immerga in esso un seme di cristallizzazione.
La titolazione del tiosolfato di sodio viene effettuata utilizzando iodio molecolare e ioduro, a causa dei quali avviene una reazione di ossidoriduzione che porta alla sintesi di sodio tetrationato per ossidazione del tiosolfato.
È usato come antidoto in caso di avvelenamento da cianuro e ipoclorito di sodio (candeggina) e, in fotografia, come fissaggio.  Esso infatti rende solubili gli alogenuri d'argento (quelli usati in fotografia sono: AgBr, AgI e AgCl). Viene inoltre utilizzato in campo medico nel trattamento della calcifilassi.